# Mumuye jezici
Mumuye jezici (privatni kod: mumu; isto i Group 5), podskupina od 7 voltaško-kongoanskih jezika, koji čine dio šire skupine mumuye-yandang iz Nigerije. Predstavnici su:
- Gengle [geg] (Nigeria)
- Kumba [ksm] (Nigeria)
- Mumuye [mzm] (Nigeria)
- Pangseng [pgs] (Nigeria)
- Rang [rax] (Nigeria)
- Teme [tdo] (Nigeria)
- Waka [wav] (Nigeria)

## Vanjske poveznice
- Ethnologue (14th)
- Ethnologue (15th)